# The Underneath
The Underneath (stylisé en the Underneath) est un groupe de rock japonais, formé en 1996 sous le nom de Transtic Nerve (stylisé en TRANSTIC NERVE). Ils changent de style et de nom en 2007 pour devenir The Underneath, puis se séparent à nouveau en 2010 pour réapparaître peu après sans le guitariste Tal sous le nom de Defspiral.

## Discographie

### Transtic Nerve

#### Albums
- 1996 : Transtic Vision
- 1998 : Shell
- 1999 : Cell Flash
- 2001 : Recall
- 2004 : Raise a Flag

#### EP
- 2002 : Metabolism
- 2002 : Metabolism No.2
- 2002 : The Moment of Metabolism
- 2003 : Metabolism No.3
- 2005 : Hole in the Wall

#### Singles
- 1999 : Shindou
- 1999 : Wake Up Your Mind's Jesus
- 1999 : Overhead Run
- 2000 : Into Yourself
- 2000 : Binetsu
- 2001 : Manazashi no Mukou e
- 2001 : Manatsu no Yoru no Highway Star

### The Underneath

#### Singles
- 2010 : Diamond

### Defspiral

#### Albums
- 2011 : Progress (Plug)
- 2013 : Voyage (Sonic Scope Records)

#### Singles
- 2010 : Dive into the Mirror (Avex Mode)
- 2010 : Revolver (Plug/Knowledge Alliance/PCI Music)
- 2010 : Twilight (Plug/Knowledge Alliance/PCI Music)
- 2011 : Melody/Story (Sonic Scope Records)
- 2011 : Reply -Tribute to hide- (Plug)
- 2012 : Break the Silence (Sonic Scope Records)
- 2012 : Lotus (Sonic Scope Records)
- 2013 : Glare (Sonic Scope Records)
- 2013 : Masquerade (Sonic Scope Records)

## Formation
- Taka – chant
- Tal – guitare
- Masato – guitare
- Ryo – basse
- Masaki – batterie